# Mechanicstown (Nova York)
Mechanicstown és una concentració de població designada pel cens dels Estats Units a l'estat de Nova York. Segons el cens del 2000 tenia 6.061 habitants.

## Demografia
Segons el cens del 2000, Mechanicstown tenia 6.061 habitants, 2.241 habitatges, i 1.479 famílies. La densitat de població era de 702,8 habitants/km².
Dels 2.241 habitatges en un 33,8% hi vivien nens de menys de 18 anys, en un 46% hi vivien parelles casades, en un 14,2% dones solteres, i en un 34% no eren unitats familiars. En el 28% dels habitatges hi vivien persones soles el 12,2% de les quals corresponia a persones de 65 anys o més que vivien soles. El nombre mitjà de persones vivint en cada habitatge era de 2,58 i el nombre mitjà de persones que vivien en cada família era de 3,18.
Per edats la població es repartia de la següent manera: un 24,8% tenia menys de 18 anys, un 9,1% entre 18 i 24, un 29,1% entre 25 i 44, un 21,5% de 45 a 60 i un 15,5% 65 anys o més.
L'edat mediana era de 37 anys. Per cada 100 dones de 18 o més anys hi havia 81,8 homes.
La renda mediana per habitatge era de 45.817 $ i la renda mediana per família de 51.699 $. Els homes tenien una renda mediana de 35.918 $ mentre que les dones 28.640 $. La renda per capita de la població era de 21.119 $. Entorn del 14,1% de les famílies i el 14,8% de la població estaven per davall del llindar de pobresa.